# Straßenbahn Perm
Die Straßenbahn Perm (russisch Пермский трамвай) ist das Straßenbahnsystem der russischen Stadt Perm. Betrieben wird es vom städtischen Verkehrsunternehmen Permawtotrans, das in der Stadt auch Oberleitungsbus- (seit 5. November 1960) und Autobus-Linien betreibt.

## Geschichte

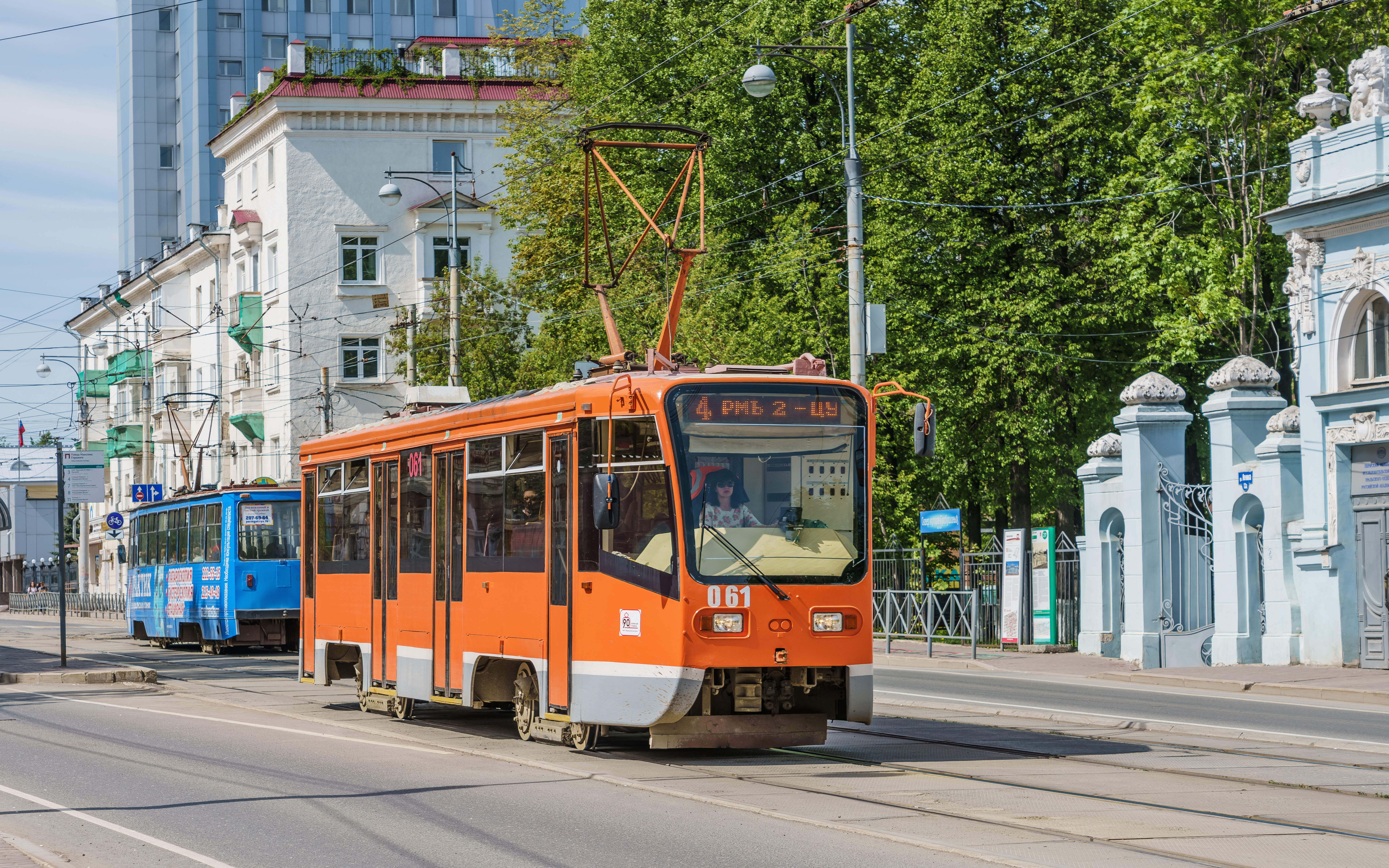
KTM-19 in Perm

Die Straßenbahn in der Stadt wurde am 7. November 1929 eröffnet. Sie ist, wie die meisten Bahnen in Russland, in der russischen Breitspur von 1.524 mm gebaut. Die Planungen für die Bahn stammen allerdings noch aus der Zeit vor dem Ersten Weltkrieg. Die Ausbauten in den Jahren nach der Eröffnung hielten sich recht genau an diese ursprünglichen Planungen.
Die erste Linie führte von der heutigen Endstation Sad Swerdlowa über die Rasguljajstraße und Leninastraße zur Kreuzung mit der heutigen Kujbyschewastraße. Eingesetzt wurden zunächst gebrauchte Wagen aus Moskau. Nachdem das Netz in den Jahren stetig gewachsen war, endete 1940 mit dem Bau der Strecke zum Kalininwerk die Bautätigkeit vor dem Zweiten Weltkrieg.
Neben dem Personenverkehr übernahm die Bahn auch den Transport von Gütern. Der Güterverkehr spielte bis zum Zweiten Weltkrieg allerdings eine eher untergeordnete Rolle, obwohl zahlreiche Betriebe Anschlüsse an die Bahn hatten. Es gab zudem einige spezielle Wagen und eine Elektrolokomotive für den Gütertransport. Während des Krieges wurde das Güternetz erweitert und zahlreiche neue Anschlüsse hergestellt. Als weitere Aufgabe kam der Transport von Kranken und Verwundeten hinzu. Zu diesem Zweck gab es umgebaute Personenwagen für den Krankentransport. Nach Ende des Krieges wurde der Güter- und Krankentransport aufgegeben, die Anschlüsse rückgebaut und die Fahrzeuge abgeschafft. Heute erinnert nichts mehr an diese Funktion der Bahn.
1948 wurden erstmals wieder neue Wagen angeschafft. Hierbei handelte es sich wieder um gebrauchte Fahrzeuge aus Moskau. Nachdem man in den 1950er-Jahren Erdöl in der Gegend gefunden hatte, entstand das Erdölkombinat und eine neue Wohnanlage, welche ab dem 25. Oktober 1957 durch die Bahn erschlossen wurde.
Ende der 1970er hatte das Netz mit 140 Kilometern Länge seine größte Ausdehnung erreicht. Mit Beginn der Perestrojka in den 1980er-Jahren geriet die Bahn in finanzielle Probleme. So musste beispielsweise die Schnellbahnlinie 14 eingestellt werden. Am 31. Mai 1988 wurde die Bahn dem Busunternehmen Permawtotrans angegliedert. Heute weist das Netz eine Länge von 129,1 Kilometern auf und wird von zwölf Linien befahren. Zwar sind immer wieder, besonders vor Wahlen, Streckenverlängerungen im Gespräch, umgesetzt wurde bis jetzt allerdings keine davon.